# Мустјала
Мустјала (ест. Mustjala) село је на западу Естоније. Налази се у северном делу острва Сареме и административни је центар истоимене општине Мустјала у округу Сарема. 
Према подацима са пописа становништва 2011. у селу је живело 267 становника.